# Адигамов, Абдулла Камалетдинович
Адигамов Абдулла Камалетдинович (баш. Әҙеһәмов Абдулла Камалетдин улы, 10 марта 1896 года — 3 декабря 1968 года) — партийный и государственный деятель, член Башкирского Правительства и правительства Автономной Башкирской Советской Республики (1918—1923).

## Биография
Родился в деревне Абдулнасырово 2-й Тунгаурской волости Орского уезда Оренбургской губернии (ныне Хайбуллинский район Башкортостана).
В период с 1909 года начинает учиться в Верхнеуральском реальном училище, затем в Оренбургской гимназии, а после окончания в 1917 году обучается в Казанском университете.
В 1918—1919 гг. избирается членом Башкирского областного (центрального) шуро. С декабря 1918 года по февраль 1919 года временно исполнял обязанности председателя Башкирского правительства. В этой должности он в феврале 1919 года подписал постановление о переходе башкирских войск на сторону Красной Армии.
В 1919—1921 годах вместе с Абдрашитом Бикбавовым назначается руководителем представительства БАССР при ВЦИК в Москве.
В 1921—1922 годах занимает должность наркома внутренних дел Башкирской республики.
В 1922—1923 годах работает заместителем наркома земледелия республики, а затем ненадолго становится наркомом просвещения АБСР. В ноябре 1923 года обвинён в антигосударственной деятельности и лишён своей должности.
Он начинает работать инструктором Юго-Восточного Бюро ЦК РКП(б) в Ростове-на-Дону, а в период с 1924 года по 1926 год — в ЦК РКП(б). После возвращения на родину, в течение трёх лет заведовал агитационно-пропагандистским отделом Башкирского обкома ВКП(б), был заместителем председателя Госплана и наркомом здравоохранения БАССР.
В 1930 году репрессирован как участник «антисоветской буржуазно-националистической группы Султангалиева». В 1932 году был досрочно освобожден. До 1956 года работал на строительстве канала Москва-Волга и в «Тагилстрое» при НКВД.